# Kompetenzkonflikt
Kompetenzkonflikt bezeichnet einen Zuständigkeitsstreit zwischen zwei oder mehr staatlichen Stellen. Erklären sich beide Stellen in derselben Sache für zuständig, spricht man von einem positiven Kompetenzkonflikt, erklären sich beide für unzuständig, von einem negativen.

## Deutschland
Die Zuständigkeit der Gerichte richtet sich nach dem Gerichtsverfassungsrecht. Mit Gründung des Deutschen Reichs trat das Gerichtsverfassungsgesetz in Kraft.
Gem. § 17 Abs. 1 GVG in der Fassung von 1879 entschieden die Gerichte über die Zulässigkeit des Rechtswegs. Gem. § 17 Abs. 2 GVG konnte jedoch die Landesgesetzgebung die Entscheidung von Streitigkeiten zwischen den Gerichten und den Verwaltungsbehörden oder Verwaltungsgerichten über die Zulässigkeit des Rechtswegs „besonderen Behörden“ übertragen. Derartige Kompetenzgerichtshöfe bestanden bis 1945, in Bayern bis 1981. Sofern die Zulässigkeit des Rechtswegs bereits durch rechtskräftiges Urteil eines Gerichts feststand, ohne dass zuvor auf die Entscheidung der besonderen Behörde angetragen war, blieb die Entscheidung des Gerichts maßgebend (§ 17 Abs. 2 Nr. 4 GVG).
1991 wurde die Rechtswegfrage neu geregelt. Seitdem entscheidet das erstinstanzlich angerufene Gericht verbindlich über den zu ihm beschrittenen Rechtsweg. Andere Gerichte sind an diese Entscheidung gebunden (§ 17a Abs. 1, Abs. 5 GVG). Landesrechtliche Vorbehalte über die Errichtung von Kompetenzkonfliktsgerichten sind entfallen, weil die Möglichkeit von Kompetenzkonflikten nicht mehr besteht.
Entsprechendes gilt innerhalb desselben Gerichtszweigs für Arbeits-, Verwaltungs-, Sozial- und Finanzgerichte bei Fragen der sachlichen oder örtlichen Zuständigkeit. Im Übrigen entscheidet innerhalb desselben Gerichtszweigs grundsätzlich das im Rechtszug nächsthöhere Gericht.
Zuständigkeitsfragen im Bereich der Verwaltungsbehörden werden im Verwaltungsweg von gemeinsam übergeordneten Behörden entschieden. Im Sozialrecht kann der zuerst angegangene Leistungsträger vorläufige Leistungen erbringen (§ 43 SGB I).

## Österreich
Nach Art. 138 des Bundes-Verfassungsgesetzes hat der Verfassungsgerichtshof die Funktion eines Kompetenzgerichtshofs bei Kompetenzkonflikten
1. zwischen Gerichten und Verwaltungsbehörden;
2. zwischen ordentlichen Gerichten und Verwaltungsgerichten oder dem Verwaltungsgerichtshof sowie zwischen dem Verfassungsgerichtshof selbst und allen anderen Gerichten;
3. zwischen dem Bund und einem Land oder zwischen den Ländern untereinander.[9]

Für Kompetenzkonflikte zwischen verschiedenen Gebietskörperschaften oder zwischen Gerichten und Verwaltungsbehörden war zuvor das Reichsgericht zuständig.